# Jabal Sam'an (okrug)
Okrug Jabal Sam'an (ar. منطقة جبل سمعان) je okrug u sirijskoj pokrajini Alep. Po popisu iz 2004. (prije rata), okrug je imao 2.413.878 stanovnika. Administrativno sjedište je u gradu Alepu.

## Nahije
Okrug je podijeljen u nahije (broj stanovnika se odnosi na popis iz 2004.):
| Poštanski kod | Ime           | Područje [km²] | Broj stanovnika | Sjedište      |
| ------------- | ------------- | -------------- | --------------- | ------------- |
| SY020000      | Jabal Sam'an  | 663,95         | 2.181.061       | Alep          |
| SY020002      | Tell ad-Daman | 1146,95        | 47.501          | Tell al-Daman |
| SY020003      | Haritan       | 232,76         | 67.745          | Haritan       |
| SY020004      | Darat Izza    | 227,49         | 39.540          | Darat Izza    |
| SY020005      | al-Zirbah     | 354,79         | 55.391          | al-Zirbah     |
|               | Zammar        | 354,79         | 55.391          | Zammar        |
| SY020006      | Hadher        | 131,33         | 20.834          | Al-Hadher     |

Godine 2009., nahija Zammar je izdvojena iz nahije al-Zirbah.